# Tvedestrand
Tvedestrand è un comune norvegese della contea di Agder.

## Descrizione
Il comune è caratterizzato dal colore bianco delle case del centro storico e dalle stradine strette ed irregolari. La città è contornata da colline e si affaccia sul porto. L'area urbana comprende anche numerose isole. La città è frequentata dai turisti, per cui in Estate la popolazione tipicamente raddoppia.